# Andreas Wenzel
Andreas Wenzel (Planken, 18 de març de 1958) fou un antic esquiador alpí de Liechtenstein.
Juntament amb la seva germana Hanni disputà la Copa del Món amb finals dels 70 i començaments dels 80. Va guanyar dues medalles olímpiques i tres en Campionats del Món (una d'elles d'or). També fou campió de la Copa del Món.

## Palmarès

### Jocs Olímpics d'Hivern
- Jocs Olímpics d'Hivern de 1980 a Lake Placid:
  - medalla d'argent a slalom gegant
- Jocs Olímpics d'Hivern de 1984 a Sarajevo:
  - medalla de bronze a slalom gegant

### Campionat del Món d'esquí alpí
- Campionat del Món de 1978 de Garmisch-Partenkirchen:
  - medalla d'or a la combinada
  - medalla d'argent a slalom gegant
- Campionat del Món de 1980 a Lake Placid (prova disputada dins dels Jocs Olímpics):
  - medalla d'argent a la combinada

### Copa del Món d'esquí alpí
- Vencedor de la classificació general de la Copa del Món de 1980
- Vencedor de la combinada de la Copa del Món de 1984
- Vencedor de la combinada de la Copa del Món de 1985

### Victòries individuals a la Copa del Món
| Data                | Seu                    | Cursa         |
| ------------------- | ---------------------- | ------------- |
| 17 de gener 1978    | Adelboden              | Slalom gegant |
| 6 de març 1978      | Waterville Valley      | Slalom gegant |
| 12 de gener 1980    | Lenggries              | Combinada     |
| 13 de gener 1980    | Kitzbühel              | Slalom        |
| 8 de març 1980      | Oberstaufen            | Slalom gegant |
| 4 de gener 1981     | Ebnat-Kappel           | Combinada     |
| 23 de febrer 1983   | Tärnaby                | Slalom        |
| 1 de desembre 1983  | Kranjska Gora          | Slalom        |
| 20 de desembre 1983 | Madonna di Campiglio   | Combined      |
| 15 de gener 1984    | Parpan                 | Combinada     |
| 29 de gener 1984    | Garmisch-Partenkirchen | Super-G       |
| 16 de desembre 1984 | Madonna di Campiglio   | Combinada     |
| 6 de gener 1985     | La Mongie              | Slalom        |